# Бубино
Бубино е село в Южна България, област Хасково, община Ивайловград.

## География
Село Бубино се намира в планински район.
1. ↑  www.grao.bg